# Lago Mercedes
El lago Mercedes es una masa de agua superficial perteneciente a la cuenca del río Grande de Tierra del Fuego. Está ubicado en la isla Grande de Tierra del Fuego de la Región de Magallanes.

## Ubicación y descripción
El inventario público de lagos de Chile lo incluye con las siguientes características:
- Código: 12872091-K
- Latitud S: 53G 46M
- Longitud W: 68G 54M

Su espejo de agua abarca 3 km².: 47 

## Historia
Luis Risopatrón lo describe brevemente en su s: de 1924:
Mercedes (Lago) 53° 48' 68° 54'. Se encuentra entre la banda S del chorrillo Huáscar i la del N del rio Moneta, en la Tierra del Fuego. 156.